# 雅鲁河

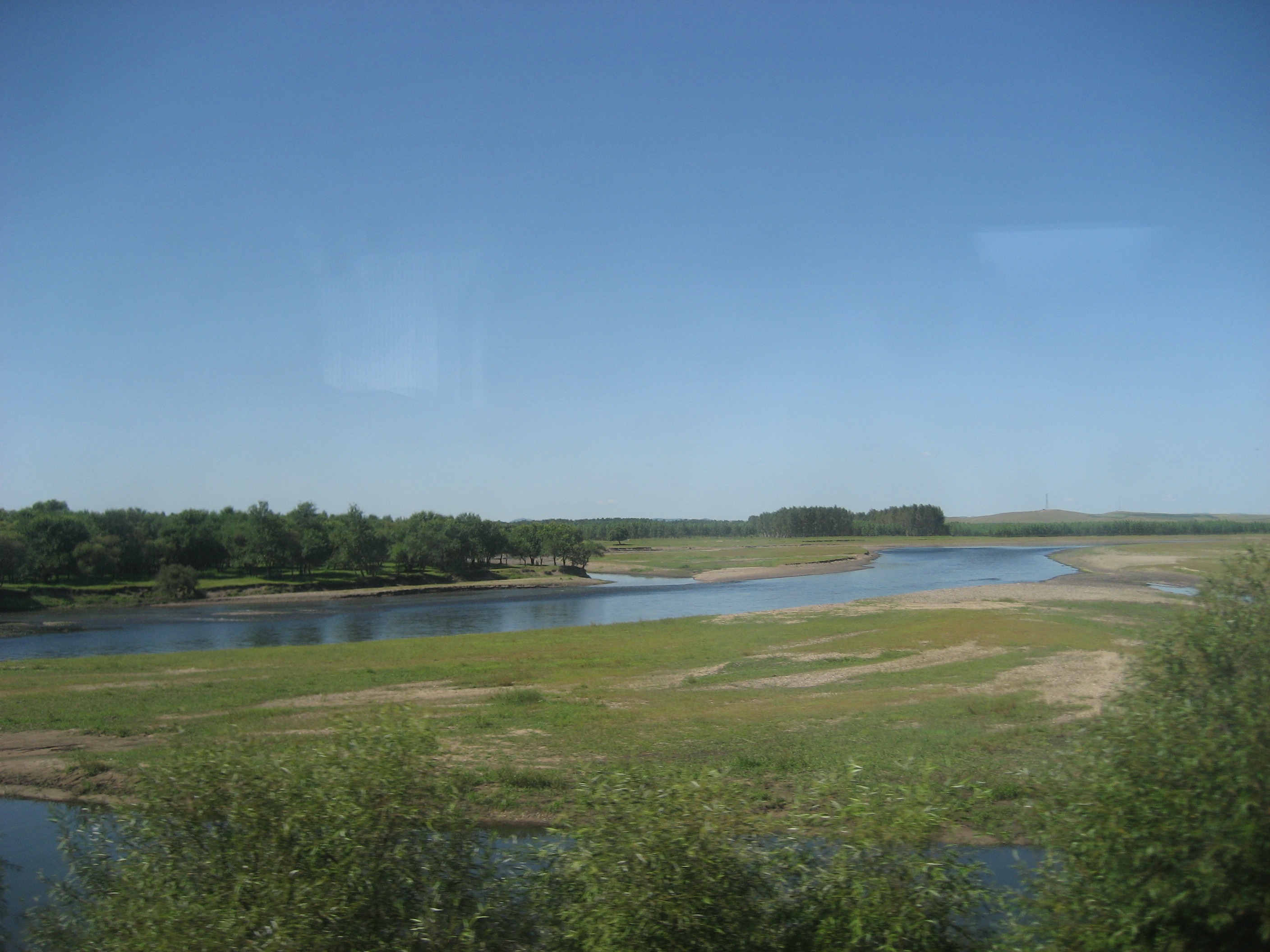
黑龙江省齐齐哈尔市碾子山区城区以北河段。

雅鲁河（转写：yaru bira），旧称雅尔河，位于中国东北地区，是嫩江右岸的一条支流，河名意为“边地” 。雅鲁河发源于内蒙古自治区牙克石市博克图镇北岭南工区大兴安岭东麓光头山，向东南流经牙克石市、扎兰屯市、黑龙江省齐齐哈尔市碾子山区、龙江县等地，在龙江县头站镇新建村东南汇入嫩江。雅鲁河全长398千米，流域面积19640平方千米，河道平均比降2.08‰，年均径流量26.4亿立方米。